# 空 (漫画)
《空》是喜喜果画的漫画，涉及多部作者自己的作品（包括《倒霉就倒霉》、《勇者和龙的观察日记》、“365行”、《孤芳不自赏》、《落雪成白》），于2012年11月推出，作品属双封面设计，共96P的画集。